# Calanoida
Calanoida е разред от подклас Copepoda, а представителите му са част от зоопланктона. Разредът включва 43 семейства с около 2000 вида сладководни или соленоводни низши ракообразни. Те са много важно звено в хранителната верига и служи за храна на редица видове птици, риби и бозайници.
Представителите на разреда се характеризират с дължина на антените най-малко половината от дължината на тялото. При тях пети и шести сегмент от тялото са срастнали.

## Класификация
- Acartiidae
- Aetideidae
- Arctokonstantinidae
- Arietellidae
- Augaptilidae
- Bathypontiidae
- Boholinidae
- Calanidae
- Calocalanidae
- Candaciidae
- Centropagidae
- Clausocalanidae
- Diaixidae
- Diaptomidae
- Discoidae
- Epacteriscidae
- Eucalanidae
- Euchaetidae
- Fosshageniidae
- Heterorhabdidae
- Hyperbionychidae
- Lucicutiidae
- Mecynoceridae
- Megacalanidae
- Mesaiokeratidae
- Metridinidae
- Nullosetigeridae
- Paracalanidae
- Parapontellidae
- Parkiidae
- Phaennidae
- Phyllopodidae
- Pontellidae
- Pseudocyclopidae
- Pseudocyclopiidae
- Pseudodiaptomidae
- Ridgewayiidae
- Ryocalanidae
- Scolecitrichidae
- Spinocalanidae
- Stephidae
- Subeucalanidae
- Sulcanidae
- Temoridae
- Tharybidae
- Tortanidae